# 愛媛県道331号高瀬松渓線
愛媛県道331号高瀬松渓線（えひめけんどう331ごう たかせまつだにせん）は、愛媛県西予市を通る一般県道である。

## 概要
西予市野村町高瀬から西予市野村町松渓に至る。

### 路線データ
- 起点：西予市野村町高瀬（愛媛県道44号大洲野村線交点）
- 終点：西予市野村町松渓（国道441号交点）

## 地理

### 通過する自治体
- 西予市

### 交差する道路
| 交差する道路           | 交差する場所 | 交差する場所 |
| ---------------------- | ------------ | ------------ |
| 愛媛県道44号大洲野村線 | 野村町高瀬   | 起点         |
| 国道441号              | 野村町松渓   | 終点         |

### 沿線
- 西予市立中筋小学校